# 6-APA
6-APA（(+)-6-aminopenicillanic acid，6-氨基青霉烷酸）是一种含氮有机硫化合物，化学式C
8H
12N
2O
3S，是阿莫西林、氨苄西林、苯唑西林、羧苄西林等许多β-内酰胺抗生素的合成前体，工业上通常用苄青霉素合成6-APA。